# Сара і син
Сара і син (англ. Sarah and Son) — американська драма режисера Дороті Арзнер 1930 року. Фільм номінувався на премію «Оскар» за найкращу жіночу роль (Рут Чаттертон).

## Сюжет
Одного разу чоловік, після довгих років знущань над своєю дружиною, кинув її і пішов, забравши з собою сина. Його він незабаром продав багатіям, а сам спився. І лише довгі роки потому дружина, яка тепер стала відомою оперною співачкою, нарешті має достатньо коштів і часу, щоб почати пошуки свого нещасного сина…

## У ролях
- Рут Чаттертон — Сара Шторм
- Фредрік Марч — Говард Веннінг
- Фуллер Мелліш молодший — Джим Грей
- Гілберт Емері — Джон Ешмор
- Доріс Ллойд — місіс Ешмор, сестра Веннінга
- Вільям Стек — Сиріл Беллок
- Філіпп Де Лесі — Боббі